# Nesjavísur
Nesjavísur (español: versos de Nesjar) es un poema escáldico compuesto en Islandia por el escaldo Sigvatr Þórðarson, considerada la segunda más antigua de su obra conocida.
El poema se recrea en la batalla de Nesjar para ensalzar el triunfo de Olaf II el Santo en el campo de batalla. Dos estrofas del poema testifican el uso de hird en la literatura nórdica, y la existencia del cuerpo real entre 1013 y 1016.